# Sansevieria hallii
Dracaena hallii (Sansevieria hallii) es una especie de Dracaena Sansevieria  perteneciente a la familia de las asparagáceas, originaria de  África oriental en Zimbaue y Mozambique.
Ahora se la ha incluido en el gen de Dracaena debido a los estudios moleculares de su filogenia.

## Descripción
Es una planta herbácea perennifolia y geófita que alcanza un tamaño de 0.1 - 0.6 metros de altura. Se distribuye por África oriental desde Zimbaue al norte del Limpopo.

## Taxonomía
Sansevieria hallii fue descrita por Chahin. y publicado en Sansevieria Journal 5(1): 7, en el año 1996.
Etimología
Sansevieria nombre genérico que debería ser "Sanseverinia" puesto que su descubridor, Vincenzo Petanga, de Nápoles, pretendía dárselo en conmemoración a Pietro Antonio Sanseverino, duque de Chiaromonte y fundador de un jardín de plantas exóticas en el sur de Italia. Sin embargo, el botánico sueco Thunberg que fue quien lo describió, lo denominó Sansevieria, en honor del militar, inventor y erudito napolitano Raimondo di Sangro (1710-1771), séptimo príncipe de Sansevero.
hallii: epíteto otorgado en honor del responsable de las plantas suculentas del Kirstenbosch Jardín Botánico Nacional de Sudáfrica; Harry Hall (1906-1986)